# Icterus maculialatus
Az Icterus maculialatus a madarak osztályának verébalakúak (Passeriformes) rendjébe, azon belül a csirögefélék (Icteridae) családjába tartozó faj.

## Rendszerezése
A fajt John Cassin amerikai ornitológus írta le 1848-ban, Icterus maculi-alatus néven.

## Előfordulása
Mexikó déli részén, valamint Guatemala és Salvador területén honos és valószínűleg megtalálható Honduras délnyugati részén is. Természetes élőhelyei a szubtrópusi és trópusi lombhullató erdők és cserjések. Állandó, nem vonuló faj.

## Megjelenése
Testhossza 20,5-23 centiméter, testtömege 31-59 gramm.

## Életmódja
Ízeltlábúakkal táplálkozik, de gyümölcsöt és nektárt is fogyaszt.

## Természetvédelmi helyzete
Az elterjedési területe nagyon nagy, egyedszáma pedig stabil. A Természetvédelmi Világszövetség Vörös listáján nem fenyegetett fajként szerepel.